# Véronique Jean
Pour les articles homonymes, voir Jean.
Véronique Jean est une joueuse internationale de rink hockey. 

## Biographie
En 1991, elle participe à la première édition du championnat d'Europe. Au cours de cette compétition, elle ne marque aucun but.
Des joueuses sélectionnées avec elle, Sandrine Vitrac, Anne Sajoux, Zakia Hammoumi, Delphine Lamothe, Lisette Esteves, Gaëlle Cheysson, Sophie Seguineau, Laurence Grenier, Lætitia Philippon, aucune ne sera de nouveau sélectionnée.

## Palmarès
- 8e championnat d'Europe (1991)